# Cavalier vu de dos (Gerard ter Borch)
Cavalier vu de dos est une huile sur panneau peinte par Gerard ter Borch en 1634.
Il montre un militaire en armure à cheval de dos, s'éloignant du spectateur. Il est conservé au musée des Beaux-Arts de Boston. 

## Historique
Ce tableau est entré dans la collection par un achat de 1961. Il avait été vendu de la succession de Martha Dana Mercer (en).

Autres versions par l'artiste (vers 1634).
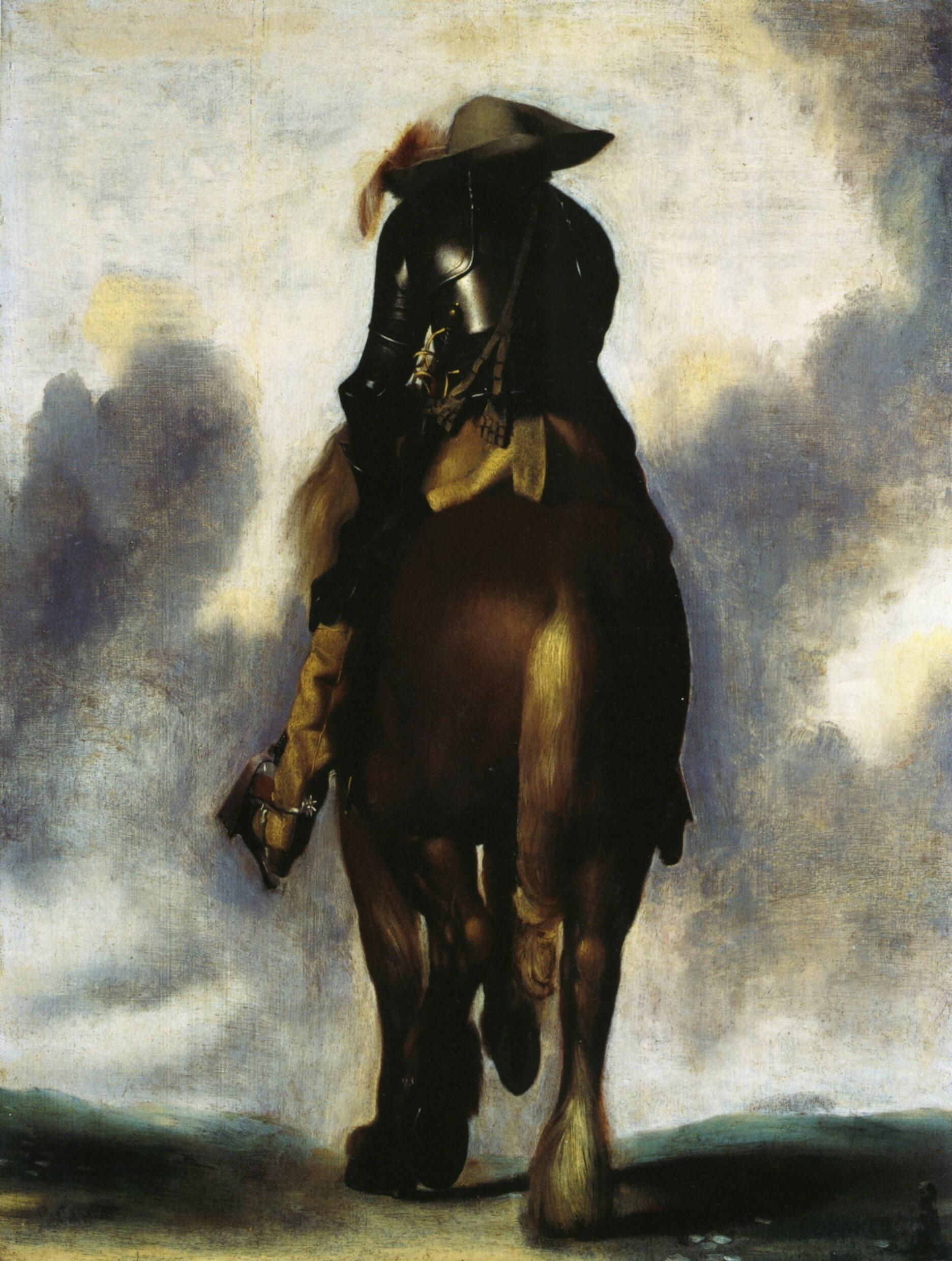
Huile sur bois, 51,5 × 41 cm, collection particulière.
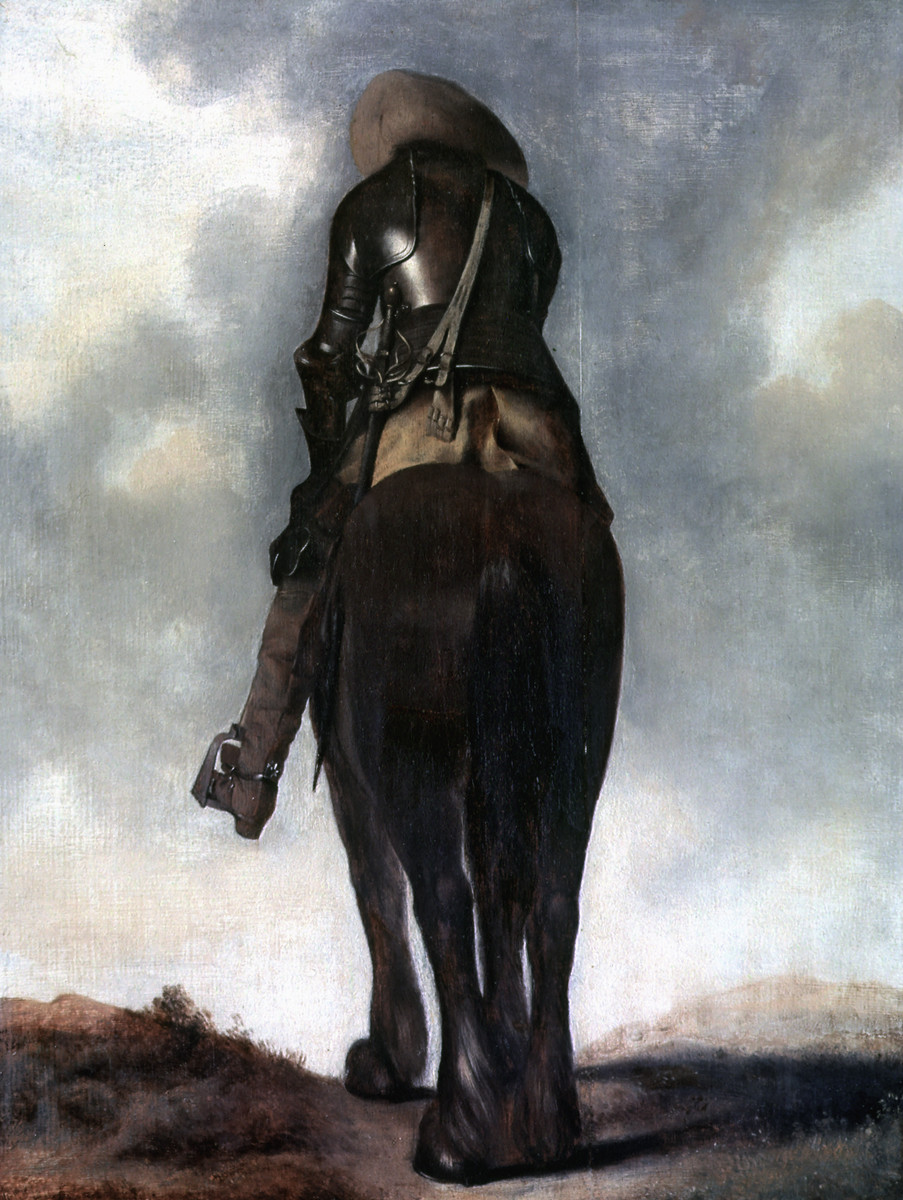
Huile sur bois, 54,5 × 42 cm, collection particulière.